# Kirche von Götlunda

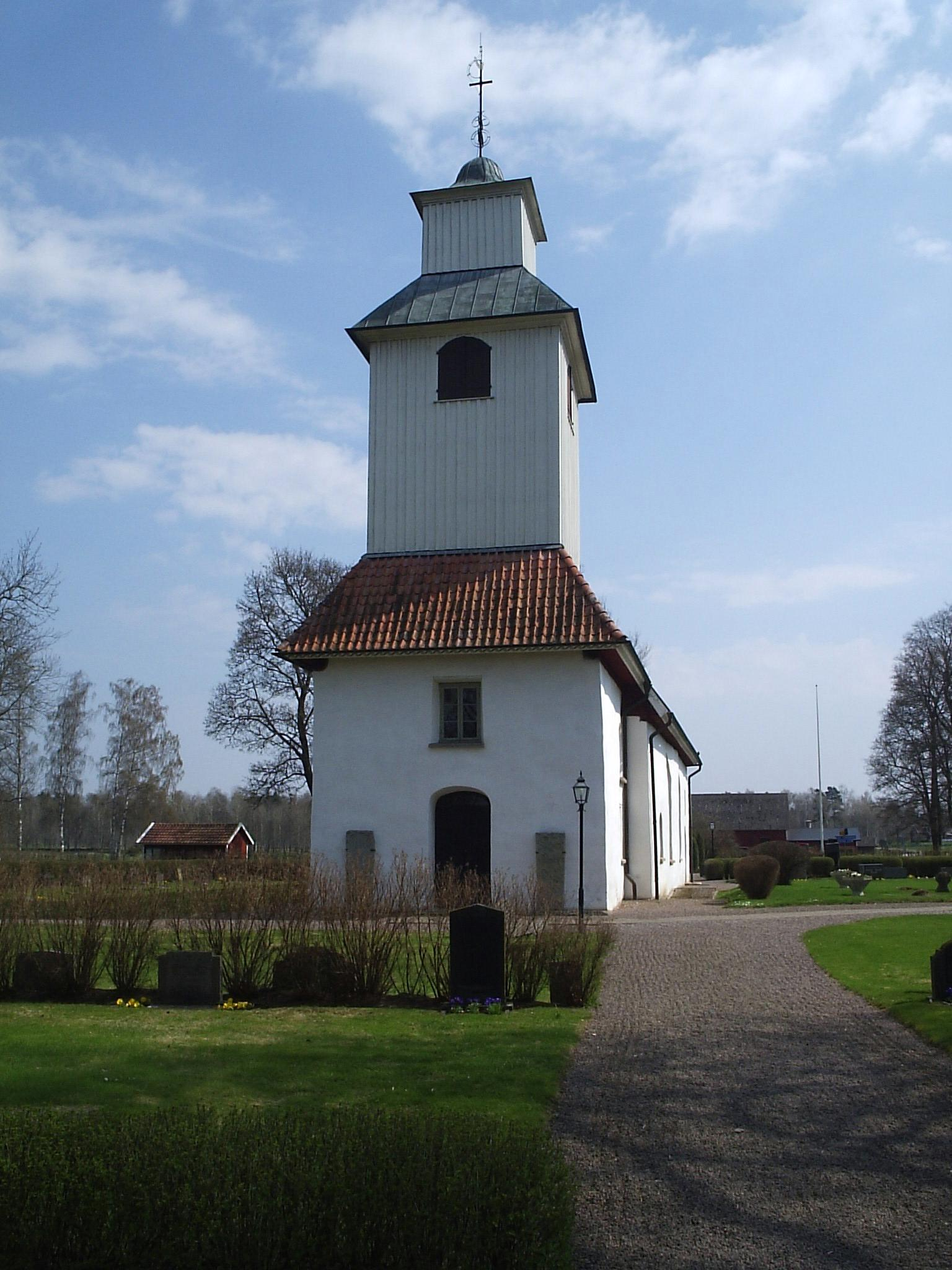
Kirche von Götlunda

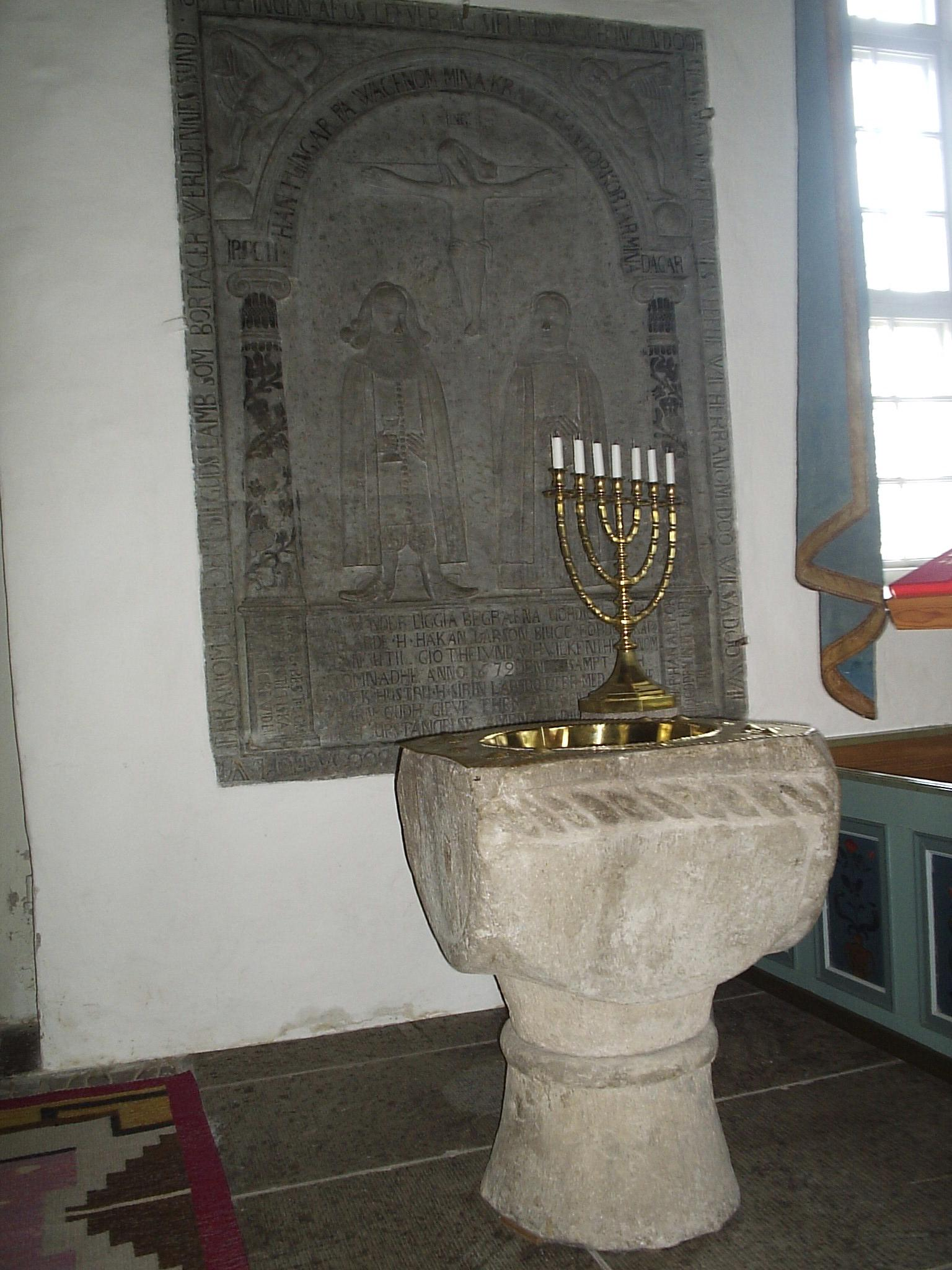
Mittelalterlicher Taufstein

Die Kirche von Götlunda liegt in der schwedischen Gemeinde Skövde etwa 20 Kilometer nördlich der Stadt Skövde.
Die Kirche wurde im 12. Jahrhundert gebaut. Nach einem Brand im Jahr 1670 wurde ein dreiseitiger Chor im Osten angebaut und der eingestürzte Turm durch einen Holzturm ersetzt. Die Deckenmalereien stammen aus dem Jahr 1732.
Bekannt ist die Kirche für ihre Kirchentür mit romanischer Schmiedearbeit und einer Runeninschrift, die als Schmiedemeister Meister Amund bzw. Anund nennt. Die Kirchentür befindet sich im Besitz des Provinzmuseums in Skara.